# Воловий
Воловий (пол. Wołowy) — гірський потік в Україні, у Верховинському районі Івано-Франківської області на Гуцульщині. Ліва притока Ільці, (басейн Дунаю).

## Опис
Довжина потоку приблизно 5,32 км, найкоротша відстань між витоком і гирлом — 4,47 км, коефіцієнт звивистості потоку — 1,19. Потік тече у гірському масиві в Покутсько-Буковинських Карпатах (зовнішня смуга Українських Карпат).

## Розташування
Бере початок з-під гори Менчелика (1300 м). Тече переважно на південний захід поміж горами Гордя (1478,7 м) та Версалем (1406,7 м) і у селі Волова впадає у річку Ільцю, ліву притоку Чорного Черемошу.

## Цікавий факт
- На сучасній мапі України витоки річки Ільця та потоку Воловий переплутані місцями й не відповідають дійсній інформації, яка зазначена на мапі Австрійської монархії та Географічному словнику Польщі.